# Tromba (Film)
Tromba ist ein deutsches Filmdrama aus dem Zirkusmilieu aus dem Jahre 1949 von Helmut Weiss. Die Hauptrollen spielen René Deltgen (Titelrolle), Angelika Hauff und Gustav Knuth.

## Handlung
Der berühmte Raubtierdompteur Kurt Tromba hat ein großes Problem: Er kann seine Tiger nur noch mithilfe des Einsatzes von Morphium kontrollieren. Einst reichte dafür seine pure Suggestivkraft. Dennoch ist Trombas Nummer die Hauptattraktion des Zirkus Kronbeck. Auch seine „Magie“, die die ihn anhimmelnden Frauen in seiner Anwesenheit empfanden, scheint immer mehr zu versiegen. Der Grund: der Star der Manege hat ein gewaltiges Drogenproblem. Mit dem Anstieg der Dosierung beginnt auch seine Selbstkontrolle zu schwinden.
Als es mit Trombas früherer Geliebter zu einer heftigen Auseinandersetzung kommt, zerstört diese in einem Wutanfall seine Rauschgiftampullen. Derart auf Entzug gesetzt, muss Kurt Tromba nunmehr seine Raubtiernummer vollkommen „nüchtern“ bewältigen, woraufhin es prompt zur Katastrophe kommt: Tromba wirkt im entscheidenden Moment kraftlos und unsicher, was einer der Tiger augenblicklich bemerkt und als Schwäche auslegt. Und so greift der Bengal-Tiger Bombay seinen Dompteur an und zerfleischt ihn.

## Produktionsnotizen
Tromba entstand im März/April 1949 in den Studios von München-Geiselgasteig sowie in München und Umgebung (Außenaufnahmen) und wurde am 1. Juli 1949 im Hamburger Waterloo-Kino uraufgeführt. Die Berliner Premiere fand im Westen am 8. Juli 1949 statt, die im Osten am 3. März 1950.
Ernst H. Albrecht gestaltete die Filmbauten. Georg Richter übernahm die Produktionsleitung.
Dompteur-Darsteller Deltgen wurde bei den Dreharbeiten bei der entscheidenden Schlussszene tatsächlich von einem Tiger angefallen und musste verletzt in ein Krankenhaus eingeliefert werden.
Diese Produktion war ein so genannter Austauschfilm Westdeutschland/Mitteldeutschland.

## Wissenswertes
Für Tromba wurden René Deltgen und Angelika Hauff nach sechs Jahren erneut gemeinsam für einen Zirkusfilm vor die Kamera geholt. Beide Darsteller hatten 1943 mit dem Drama Zirkus Renz einen gewaltigen Publikumserfolg erzielt.

## Kritiken
Paul Hühnerfeld schrieb anlässlich der Hamburger Premiere in der Zeit: „Man sollte sich nie allein auf die Magie seiner Augen verlassen – das geht weder bei Frauen noch bei Tigern auf die Dauer gut; eines Tages liegt man tödlich verletzt in der Manege wie der Dompteur Tromba in dem gleichnamigen Film … und hat nur noch die Aufgabe, einen ziemlich lang dauernden und recht ergreifenden Filmtod zu sterben. René Deltgen unterzieht sich freilich beiden … mit der Routine eines alten Schauspielers. Am eindrucksvollsten in diesem Film waren jedoch die ausgezeichneten Aufnahmen des Kameramannes Werner Krien, die zuweilen wie in einer faszinierenden Bildreportage die Atmosphäre des Zirkuslebens herbeizuzaubern verstanden. Regie führte H. Weiß, der für das Tempo und die nötigen dramatischen Zwischenfälle sorgte, von denen das Publikum will, daß sie beim Zirkus passieren.“

„Konventionelles Zirkusmelodram.“